# Broeresloot (Vierhuis)
De Broeresloot of Vierhuistervaart (Fries en officieel: Broeresleat of Fjouwerhúster Feart) is een kanaal in de Nederlandse provincie Friesland.

## Beschrijving
De Broeresloot is een van de twee verbindingen tussen de Tjonger en het Tjeukemeer. Het kanaal met een lengte van 3 km is gegraven in opdracht van Jelle Broers Hylckama, destijds grietman van Haskerland. Over de Broeresloot lag bij Vierhuis in de N924 de Vierhuisterbrug of ook wel Ruytenschildtbrug. Deze brug had een lage doorvaarthoogte en kon niet geopend worden, zodat alleen lage boten van deze verbinding gebruik konden maken. In 2015 werd de brug vervangen door een nieuwe brug. Deze heeft 60 meter hogere doorvaart.
De andere verbinding met het Tjeukemeer is de zuidwestelijker gelegen Pier Christiaansloot. De Broeresloot ligt op de gemeentegrens van de voormalige gemeenten Skarsterlân en Lemsterland.
Het kanaal wordt door de Topografische Dienst van Kadaster Geo-Informatie vermeld als Broeresloot of Vierhuistervaart. Daarvan de verfrieste naam Broeresleat of Fjouwerhúster Feart geldt sinds 15 maart 2007 als de officiële naam. Er is ook een Broeresloot (Broersleat) bij Sneek.

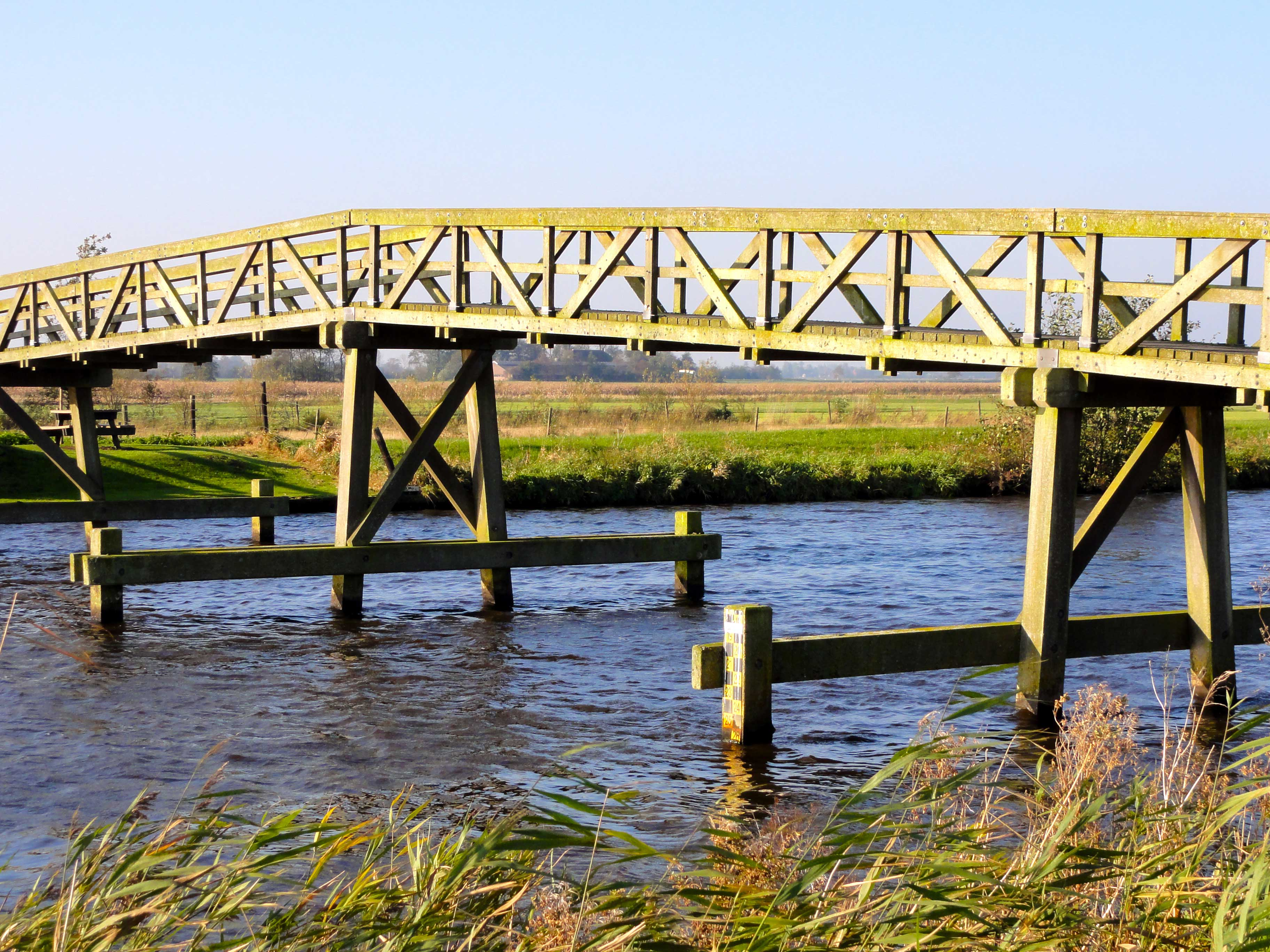
Houten brug over de Broeresloot